# De røde sko (film fra 1948)
 For alternative betydninger, se De røde sko. (Se også artikler, som begynder med De røde sko)
De røde sko (originaltitel: The Red Shoes) er en britisk dramafilm fra 1948, skrevet, produceret og instrueret af filmmakkerparret Michael Powell og Emeric Pressburger. Filmen følger den unge håbefulde ballerina Victoria Page (spillet af Moira Shearer), der slutter sig til den verdenskendte Ballet Lermontov, ejet og drevet af Boris Lermontov (spillet af Anton Walbrook), der tester hendes dedikation til balletten ved at få hende til at vælge mellem sin karriere og sin kærlighed til komponisten Julian Craster (spillet af Marius Goring). I filmen medvirker tillige en række etablerede balletdansere, herunder Robert Helpmann, Léonide Massine og Ludmilla Tchérina. Handlingen er baseret på H.C. Andersens eventyr fra 1845 af samme navn og indeholder en ballet med samme titel, også baseret på eventyret.
De røde sko var den 10. film, som filmteamet Powell og Pressburgers samarbejdede om. Den var blevet udtænkt i i 1930’erne af Powell og af produceren Alexander Korda, der i 1946 solgte rettighederne til Powell og Pressburger. Størstedelen af de medvirkende i filmen var professionelle dansere. Optagelserne til filmen fandt sted i midten af 1946, primært i Frankrig og England.
Filmen modtog ved udgivelsen ros fra kritikerne, især i USA, hvor den blev nomineret til fem Oscars. Ved Oscaruddelingen i 1949 vandt filmen i kategorierne bedste originale musik og bedste scenografi. Den vandt også en Golden Globe Award for bedste originale musik og blev af National Board of Review kåret som en af årets 10 bedste film. Nogle dansekritikere kritiserede dog filmen for at skildre ballet på en urealistisk måde. Filmen var en stor økonomisk succes og var den første britiske film, der indspillede over 5 millioner dollars i USA.
Filmen anses i dag som en af de bedste film, som Powell og Pressburger lavede sammen, og filmen er ofte medtaget på diverse lister over "bedste film". British Film Institute placerede i 1999 filmen som nr. 9 på listen over alle tiders bedste britiske film. Filmen blev i 2006 restaureret og blev i 2009 vist på filmfestivalen i Cannes og blev efterfølgende udgivet på Blu-ray af The Criterion Collection. I 2017 foretog magasinet Time Out en meningsmåling blandt 150 skuespillere, instruktører, forfattere, producere og kritikere, der samlet placerede filmen som den femtebedste britiske film nogensinde.

## Handling
Under en af Lermontovballettens optrædener på Covent Garden Opera House er Julian Craster blandt tilhørerne for at høre musikken til balletten Heart of Fire komponeret af hans lærer, professor Palmer. Blandt publikum er også Victoria ('Vicky') Page, en ung, ukendt danser med aristokratisk baggrund. Vicky er til stede sammen med hendes tante, Lady Neston. Under opførelsen af musikken går det op for Julian, at musikken er en af hans egne kompositioner. Under opførelsen modtager professor Palmer en invitation til at deltage i et after party i Lady Nestons hjem, hvortil også Boris Lermontov er inviteret. Julian forlader opførelsen af musikken skuffet over hans lærers kopiering af Julians musik. Lermontov og Vicky mødes, og han inviterer hende til at øve med kompagniet.
Julian skriver til Lermontov for at forklare omstændighederne bag Heart of Fire, men forsøger derefter at få brevet tilbage. Lermontovs assistent Dimitri forpurrer Julians forsøg på at få adgang til Lermontovs suite, men til sidst giver Lermontov Julian lov til at besøge ham. Julian forklarer, at han gerne vil have sit brev tilbage før Lermontov læser det, men Lermontov har allerede har læst brevet. Lermontov beder Julian om at spille et af sine egne værker på klaveret. Efter at have hørt Julian spille, indser Lermontov, at Julian var den sande komponist af Heart of Fire. Lermontov ansætter Julian som repetitør for kompagniets orkester og assistent for kompagniets dirigent, Livingstone Montague, 'Livy'.
Julian og Vicky ankommer samme dag til arbejde på Lermontovballetten. Senere danser Vicky med Rambertballetten i en matinéforestilling af Svanesøen på Mercury Theatre ved Notting Hill Gate, i en opførelse med et kompagni ledet af Marie Rambert (der medvirker i filmen som sig selv uden dialog). Da Lermontov ser Vicky i forestillingen, opdager han hendes potentiale og inviterer hende til at tage med Ballet Lermontov til Paris og Monte Carlo. Han beslutter sig for at skabe en hovedrolle til hende i en ny ballet, De Røde Skos Ballet, som Julian skal komponere musikken til. I løbet af de tre uger, de skaber balletten sammen, lærer Julian og Vicky at stole på og respektere hinanden som kunstnere.
De Røde Skos Ballet er en bragende succes. Lermontov revitaliserer kompagniets repertoire med Vicky i hovedrollerne, mens Julian får til opgave at komponere nye partiturer. I mellemtiden er Vicky og Julian blevet forelskede, men de holder deres forhold hemmeligt for Lermontov. Lermontov får også personlige følelser over for Vicky og bryder sig ikke om romancen mellem Vicky og Julian, da han finder ud af de de tos relation. Han fyrer Julian; Vicky forlader balletkompagniet med ham og de to bliver gift og bosætter sig i London, hvor Julian arbejder på at komponere en ny opera.
Nogen tid får Vicky besøg af Lermontov mens hun er på en rejse. Han overbeviser hende om at vende tilbage til balletkompagniet for at "tage de røde sko på igen" og danse sin berømte rolle igen. På premieren dukker Julian op i hendes omklædningsrum; han har forladt premieren på sin egen opera i Covent Garden for at finde hende og tage hende tilbage. Lermontov kommer; han og Julian appeller til Vicky og forklarer hver især, at hendes sande skæbne kun er med ham. Splittet mellem hendes kærlighed til Julian og hendes ønske om at danse, vælger hun til sidst balletten.
Julian indser, at han har mistet Vicky, og han tager af sted til banegården. Lermontov trøster Vicky og forsøger at få hende til at fokusere på aftenens optræden. Vicky føres til scenen iført de røde sko men, tilsyneladende under deres indflydelse, vender hun om og løber ud af teatret. På banegårdens perron ser Julian hende og løber hen mod hende. Vicky springer ud fra en balkon og lander foran et kørende tog, som rammer hende. Om der er selvmord eller mord (begået af de røde sko) efterlades tvetydigt. Kort efter dukker en rystet Lermontov op foran publikum hvor han meddeler, at "Frøken Page er ude af stand til at danse i aften - og heller ikke nogen anden aften". I en markering af respekt opfører kompagniet De Røde Skos Ballet med spotlight på det tomme rum, hvor Vicky ville have været. Mens Vicky ligger døende på en båre, beder hun Julian om at tage de røde sko af, lige som balletten slutter.

## Medvirkende i udvalg
- Anton Walbrook som Boris Lermontov
- Marius Goring som Julian Craster
- Moira Shearer som Victoria Page
- Robert Helpmann som Ivan Boleslawsky
- Léonide Massine som Grischa Ljubov
- Albert Bassermann som Sergei Ratov
- Ludmilla Tchérina som Irina Boronskaya
- Esmond Knight som Livingstone 'Livy' Montague
- Austin Trevor som Professor Palmer

## De røde skos ballet
De røde sko er berømt for at have en 17-minutters balletsekvens (med en ballet med titlen De røde skos ballet (The Ballet of the Red Shoes) i filmens midtpunkt.   Sekvensen anvender en række filmiske teknikker til at give et "impressionistisk link" til H.C. Andersen-eventyret, som filmen (og balletten i filmen) er baseret på, såvel som til de personlige kampe, som filmens hovedperson, ballarinaen Victoria Page, som står over for.  Balletten kopierer ikke alene Victorias egen historie, men indvarsler også hendes kærlighed til Julian såvel som Lermontovs foragtelige jalousi. 
I modsætning til konventionel filmet teaterballet er balletsekvensen i De røde sko ikke ét kontinuerligt, statisk skud, men anvender i stedet en række forskellige redigeringsteknikker, nærbilleder og specialeffekter. 

## Udgivelse
De Røde Sko havde premiere i London den 22. juli 1948 og i resten af Storbritannien den 6. september 1948. Filmen solgte beskedent i begyndelsen, da distributøren, Rank Organization, ikke havde råd til at markedsføre filmen grundet alvorlige økonomiske problemer. Ifølge Michael Powell forstod Rank Organization heller ikke filmens kunstneriske kvaliteter, hvilket ledte til at makkerparret Powell og Pressburger indstillede samarbejdet med Rank og i stedet gik over til Alexander Korda.  På trods af den dårlige start ved udgivelsen og mangel på reklamer blev filmen den sjette mest sælgende film i Storbritannien i 1948.
Filmen havde premiere i USA på New York Citys Bijou Theatre den 21. oktober 1948. Ved årets udgang havde filmen i USA indtjent 2,2 millioner dollars (svarende til 22,3 mio. $ i 2023). Filmen spillede i 107 uger i USA og De Røde Sko blev en af de mest indtjenende britiske film nogensinde med en rekordstor omsætning på over 5 millioner dollars. 

### Modtagelse blandt filmkritikere
Filmforsker Mark Connelly har i sin analyse af filmen og dens modtagelse konkluderet, at reaktionerne på filmen var "kompleks og blandet" og filmkritikeren Adrienne McLean har ligeledes sammenfattet modtagelen som blandet fra både biograf- og balletanmeldere.  Efter udgivelsen Storbritannien modtog filmen en del kritik fra den britiske presse, særlig rettet mod Powell og Pressburger, der kritiserede filmen for at være "udisciplineret og direkte u-britisk."  Filmen modtog dog også positive anmeldelser i Storbritannien og filmen kom ved en læserafstemning i Daily Mail ind på en tredjeplads i afstemningen om årets bedste britiske film (efter Richard kan alt (Spring in Park Lane) og Oliver Twist. 
Filmen fik en bedre modtagelse i USA, hvor filmen opnåede bred popularitet blandt biografgængere efter at den først var blevet vist i det amerikanske arthouse-kredsløb. 
Et af de gennemgående kritikpunkter blandt både britiske og amerikanske kritikere var den hævdede mangel på realisme i balletsekvenserne. Kritikken rettede sig mod filmens centrale 17-minutter lange balletopførelse af De røde skos ballet: Mange balletkritikere anførte, at sekvensens impressionistiske udtryk – som omfatter abstrakte hallucinationer og visuelle manifestationer af Vickys mentale tilstand – ikke havde noget at gøre med de fysiske aspekter ved ballet, og en kritiker anførte, at sekvensen "korrumperer ballettens integritet".  Los Angeles Times roste dog præsentationen af ballet i filmen og anså det for "den mest ambitiøse - og sandsynligvis den mest blændende succesfulde - brug af traditionel ballet i enhver film til dato."

### Udmærkelser
| Institution              | Kategori                    | Modtager(e)                        | Resultat  | Ref.          |
| ------------------------ | --------------------------- | ---------------------------------- | --------- | ------------- |
| Oscaruddelingen i 1949   | Oscar for bedste film       | Michael Powell, Emeric Pressburger | Nomineret | [ 21 ] [ 22 ] |
| Oscaruddelingen i 1949   | Bedste originale manuskript | Emeric Pressburger                 | Nomineret | [ 21 ] [ 22 ] |
| Oscaruddelingen i 1949   | Bedste originale musik      | Brian Easdale                      | Vundet    | [ 21 ] [ 22 ] |
| Oscaruddelingen i 1949   | Bedste Art Direction        | Hein Heckroth, Arthur Lawson       | Vundet    | [ 21 ] [ 22 ] |
| Oscaruddelingen i 1949   | Bedste klipning             | Reginald Mills                     | Nomineret | [ 21 ] [ 22 ] |
| BAFTA Film Awards        | Bedste britiske film        | De røde sko                        | Nomineret | [ 22 ]        |
| Golden Globe Awards      | Bedste originale musik      | Brian Easdale                      | Vundet    | [ 22 ]        |
| National Board of Review | Top ti film                 | De røde sko                        | Vundet    | [ 23 ]        |
| Filmfestivalen i Venedig | Grand International Award   | De røde sko                        | Nomineret |               |

## Eftermæle
De røde sko anses i dag som en af de bedste film i Powell og Pressburgers partnerskab, og filmen har siden sin udgivelse fået status som kultfilm og en arketypisk dansefilm. Filmen blev i 1999 af British Film Institute kåret som den niende bedste britiske film nogensinde, og i en meningsmåling i 2017 foretaget af magasinet Time Out blandt 150 filmfolk og kritikere blev den blev rangeret som den femte bedste britiske film nogensinde. Filmskabere som Brian De Palma, Martin Scorsese, Francis Ford Coppola og Steven Spielberg har nævnt filmen som en af deres favoritfilm, og Roger Ebert inkluderede den på sin liste "The Great Movies".
Filmen er især kendt for sin cinematografi og for brugen af Technicolor, der i 1948 var en forholdsvis ny teknik.